# Dariusz Skoczylas
Dariusz Skoczylas (Ulanow, 23 maart 1974) is een Pools voormalig professioneel wielrenner. Hij reed voor onder meer Mróz-Supradyn Witaminy, CCC-Polsat en DHL-Author. In 2000 behaalde hij zijn eerste professionele overwinning toen hij de 7e etappe van de Herald Sun Tour op zijn naam schreef. Hij werd toen tevens derde in het eindklassement van de Bałtyk-Karkonosze-Tour.
Een jaar later werd hij derde in twee etappes van de Ringerike GP en in één in de Ronde van Japan.
In 2004 won hij de proloog in de Ronde van Slowakije, en een jaar later behaalde hij zijn laatste overwinning: de zevende etappe in de Koers van de Olympische Solidariteit.

## Belangrijkste overwinningen
2000
- 7e etappe Herald Sun Tour

2004
- Proloog Ronde van Slowakije

2005
- 7e etappe Koers van de Olympische Solidariteit

## Grote rondes
Geen